# Morlets wavelet

Komplexa Morletwavelets.

Morlets wavelet, namngett efter Jean Morlet, är en symmetrisk och periodisk wavelet, baserad på superpositionen av en sinusfunktion och Gaussfunktion. I komplex notation kan detta uttryckas med
{\displaystyle \psi (t)=\pi ^{-1/4}e^{i\omega _{0}t-t^{2}/2}}
Eftersom funktionen är kontinuerlig och periodisk är den en bra beskrivning för data som varierar kontinuerligt i tiden och är periodisk eller kvasiperiodisk (approximativt periodisk).